# 미국이 저지른 전쟁 범죄
이 글은 미국이 일으킨 전쟁 범죄들을 설명하는 글이다.

## 주요 전쟁 범죄
- 필리핀 대학살
- 노근리 학살
- 미라이 학살
- 아지자바드 폭격
- 하디타 학살
- 칸다하르 학살

## 같이 보기
- 일본의 전쟁 범죄
- 독일의 전쟁 범죄
- 이탈리아의 전쟁 범죄
- 소련의 전쟁 범죄
- 베트남 전쟁
- 테러와의 전쟁